# Manobidia
Manobidia is een geslacht van kevers uit de familie bladkevers (Chrysomelidae).
De wetenschappelijke naam van het geslacht werd in 1934 gepubliceerd door Chen.

## Soorten
- Manobidia atra Medvedev, 1992
- Manobidia lankana Medvedev, 2001
- Manobidia major Kimoto, 2001
- Manobidia manilensis Medvedev, 1993
- Manobidia pallida Medvedev, 1993
- Manobidia puncticollis Medvedev, 1993